# Nevin Çokay
Nevin Çokay est une peintre turque, née en 1930 à İstanbul et morte le 24 juillet 2012.

## Biographie
Elle a terminé son éducation primaire et secondaire dans des villes différentes d’Anatolie. Elle est diplômée en 1953 de l’atelier de Bedri Rahmi Eyüboğlu de l’Académie des Beaux-Arts d’État où elle était entrée en 1947.
Le Groupe "On’lar" qu’ils avaient fondé pendant les années d’études, avait eu une bonne résonance. Elle a réalisé sa première exposition personnelle a la Galerie Maya d’Adalet Cimcoz (1953). À part des travaux de peinture, elle a chanté pendant quatre années dans le chœur des chants folklorique de Nedim Otyam a la Radio d’Istanbul.(1950-1953) Durant cette période, ils sont allés en Italie pour donner des concerts, pour faire des spectacles de danses folkloriques (1952). Elle a tourné un film du nom de Yurda Dönüş (Retour dans la Patrie) sous la direction de Nedim Otyam. Elle a également fait des doublages de film.
À partir de 1954, elle s’est consacrée complètement aux travaux de peinture.
À part des expositions personnelles qu’elle fait chaque année, elle a aussi participé à plusieurs expositions composites. Parmi ces expositions, le musée d’État de Peinture et de Statue, la Biennale des jeunes artistes de Paris. Elle a eu le 2e prix au Festival d'Art d'Istanbul réalisé en 1961.
En 1979 elle était invitée en Hollande. Durant une année, ses tableaux étaient exposés dans plusieurs musées et galeries à Deventer, à La Haye et à Rotterdam. Des reportages sur elle ont été diffusés à la télévision hollandaise. Ses tableaux se trouvent dans les collections officielles et privées, au Musée de Peintures et de Statues, au Ministère de Culture et du Tourisme, à la municipalité d’Istanbul, à l’Université d’Istanbul, à la Galerie Umjetnicka en Yougoslavie, aux Pays-Bas et en Allemagne.
Pendant dix-sept années, elle a enseigné la peinture et l’histoire d’art au lycée. Elle a aussi donné des cours de peinture, trois années dans son atelier personnel, quatre années à l’atelier de peinture de la galerie d'art Levent et trois années a l’atelier de la maison d’art Çizgi.
À présent, elle continue ses travaux de peinture dans son atelier personnel. Elle est mariée et a un fils.